# Rupert Svendsen-Cook
Rupert Jack Svendsen-Cook (ur. 17 września 1990 roku w Ipswich) – brytyjski kierowca wyścigowy.

## Kariera

### Formuła BMW
Rupert karierę rozpoczął w 2006 roku od startów w kartingu. W 2007 roku Brytyjczyk zadebiutował w serii wyścigów samochodów jednomiejscowych – Brytyjskiej Formuły BMW. Zdobyte punkty sklasyfikowały go na 16. miejscu. W kolejnych dwóch latach reprezentował ekipę Kimiego Räikkönena w Europejskiej Formule BMW, powstałej po złączeniu brytyjskiej oraz niemieckiej kategorii. W pierwszym podejściu zmagania zakończył na 13. pozycji, natomiast w drugim po dwukrotnej wizycie na podium sklasyfikowany został na 6. lokacie.

### Formuła 3
W sezonie 2010 Svendsen-Cook awansował do Brytyjskiej Formuły 3. Startując w zespole Carlin Motorsport, w pierwszym podejściu Brytyjczyk czterokrotnie znalazł się w pierwszej trójce (zwyciężył na torze Oulton Park), ostatecznie zajmując w klasyfikacji końcowej 7. miejsce. W drugim roku współpracy Rupert dziewięciokrotnie stanął na podium, z czego dwukrotnie na najwyższym stopniu (ponownie na Oulton Park oraz na Donington Park), a także trzykrotnie startował z pole position. Zdobyte punkty sklasyfikowały go na 5. pozycji.

## Statystyki
| Sezon | Seria                  | Zespół                     | Wyścigi | Zwycięstwa | PP | NO | Podium | Punkty | Pozycja |
| ----- | ---------------------- | -------------------------- | ------- | ---------- | -- | -- | ------ | ------ | ------- |
| 2007  | Brytyjska Formuła BMW  | Team Loctite               | 17      | 0          | 0  | 0  | 0      | 178    | 16      |
| 2008  | Europejska Formuła BMW | Räikkönen Robertson Racing | 16      | 0          | 0  | 0  | 0      | 81     | 13      |
| 2009  | Europejska Formuła BMW | Räikkönen Robertson Racing | 16      | 0          | 0  | 0  | 2      | 165    | 6       |
| 2010  | Brytyjska Formuła 3    | Carlin Motorsport          | 30      | 1          | 0  | 0  | 4      | 131    | 7       |
| 2011  | Brytyjska Formuła 3    | Carlin Motorsport          | 30      | 2          | 3  | 0  | 9      | 191    | 5       |